# جاكوبو بيري
 جاكوبو بيري  هو ملحن ومغنٍّ إيطالي ولد في روما في العشرين من آب من العام 1561 و توفي في فلورنسا في الثاني عشر من آب من العام 1633. لقِّبَ بالزازيرينو لكثافة شعره الأصهب.

## حياته
في العام 1588 بدأ بيري العمل في خدمة دوق توسكانة فرديناندو الأول دي ميديشي فلحن لا بيليغرينا بمناسبة عقد قران الأخير. عند وفاة الدوق بقي جاكوبو في خدمة ولده فرديناندو الثاني دي ميديشي. فألَّف في العام 1598 و بالتعاون مع جاكوبو كورسي و بالاستناد على كتيّب لأوتافيو رينوتشيني عمله دافني الذي لم يبقَ منه سوى مقاطع قليلة.
في السادس من تشرين الأول، أكتوبر من العام 1600 قدم أمام حاشية الميديشي عمله أوريديس.

## أوبراواته
- لا بيليغرينا
- لا دافني
- أوريديس
- تيتيد
- أدون

## روابط خارجية
- جاكوبو بيري على موقع الموسوعة البريطانية (الإنجليزية)
- جاكوبو بيري على موقع ميوزك برينز (الإنجليزية)
- جاكوبو بيري على موقع إن إن دي بي (الإنجليزية)
- جاكوبو بيري على موقع ديسكوغز (الإنجليزية)